# Harriet Harnden
Harriet Harnden (West Malvern, 9 maart 2001) is een Britse wielrenster, die actief is in het veldrijden en op de mountainbike.
In oktober 2018 nam ze deel aan de Olympische Jeugdspelen in Buenos Aires, Argentinië, waar ze 20e werd in de wegwedstrijd.
In augustus 2022 raakte ze geblesseerd aan haar arm.

## Palmares
2017
Veldrit Shrewsbury
2018
Veldrit York

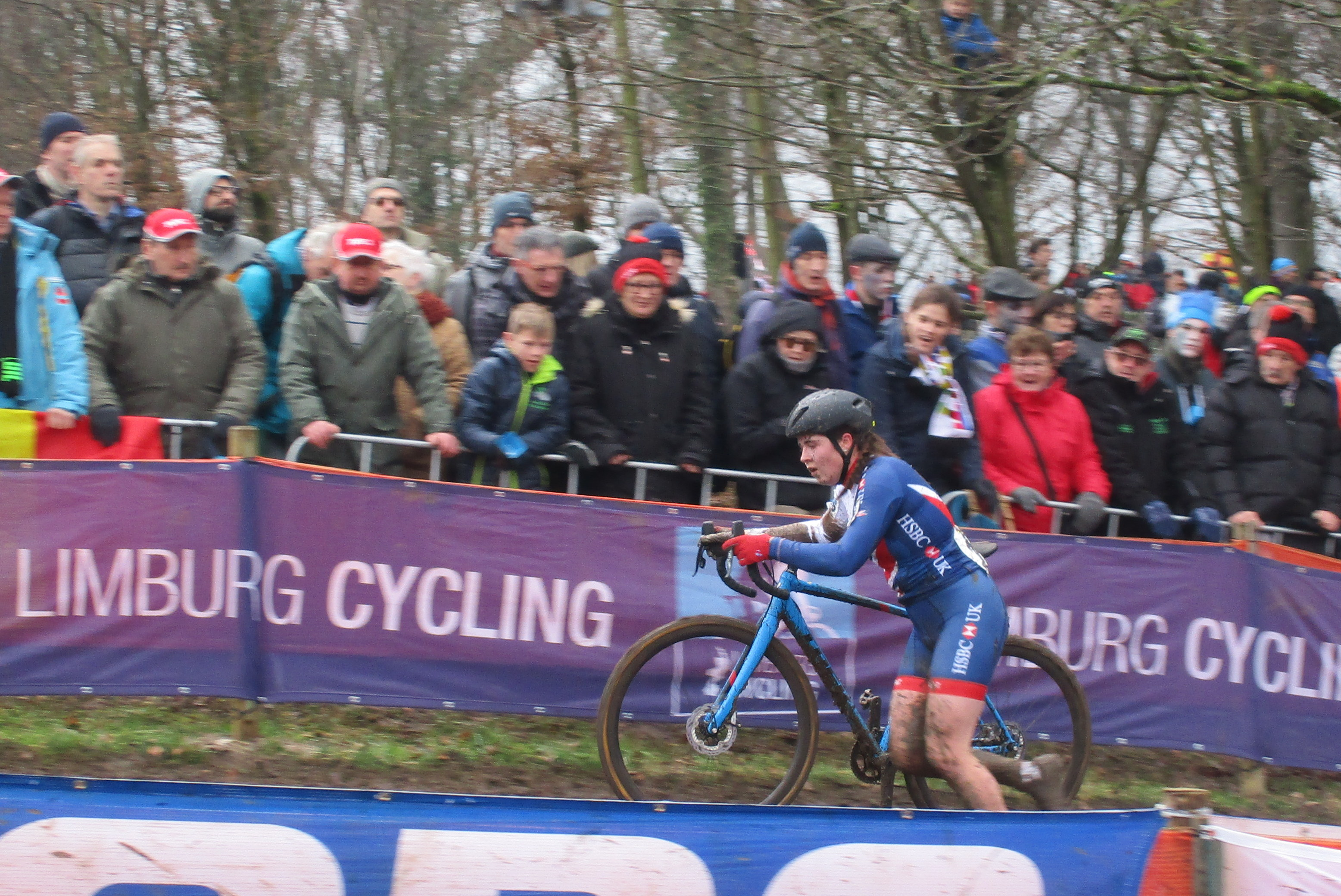
Harnden werd 4e bij de beloften op het WK veldrijden 2018 in Valkenburg aan de Geul.

 Brits kampioenschap veldrijden, belofte
 Europees kampioenschap mountainbike Cross-country, junior
4e Wereldkampioenschap veldrijden, belofte
2019
 Brits kampioene veldrijden, junior
Veldrit York
Veldrit Milnthorpe
 Europees kampioenschap mountainbike Cross-country, junior
9e Europees kampioenschap veldrijden, belofte
2020
 Brits kampioene veldrijden, elite
2022
 Brits kampioene veldrijden, elite
10e Wereldkampioenschap veldrijden, belofte